# Socket 7
Socket 7 es una especificación física y electrónica para la familia de procesadores x86 manufacturados para los zócalos de microprocesadores Pentium de Intel, y compatibles con Cyrix, AMD, IDT y Rise Technology. Cualquier CPU que siga estas especificaciones puede ser instalado en cualquier placa base compatible.
Socket 7 fue el único socket que admite una amplia gama de CPUs de diferentes fabricantes y una amplia gama de velocidades.
Fue lanzado de junio de 1995. El zócalo sustituye al anterior Socket 5 y las diferencias entre ambos está en la patilla adicional (pin) que posee el Socket 7 y la capacidad de este último para disponer de voltaje de funcionamiento dual, mientras Socket 5 solo posee un único voltaje. De todas formas, no todas las placas madre soportan el voltaje dual. Solamente cuando las CPUs de menor voltaje aparecieron, las placas madre que soportaban dualidad aparecieron también. Cualquier CPU Socket 5 puede insertarse en una placa madre Socket 7.
Procesadores soportados:
- 2,5V - 3,5V Pentiums 75-200 MHz
- Pentium MMX (166–233 MHz)
- 2,2V - 3,5V AMD K5 - AMD K6 - AMD K6/2 3D NOW! 111-555 MHz.
- Cyrix 6x86 y 6x86MX P120 - P233.
- IDT WinChip
- Rise Technology mP6.
- AMD Geode LX y Geode GX.

Socket 7 usa el SPGA socket, además de un LIF de 296 pines en distribución 37x37 (la cual es muy rara), o los más comunes son los ZIF de 321 pines distribuidos en 19x19.
Una extensión del Socket 7, Super Socket 7 fue diseñado para permitir a los microprocesadores AMD K6-2 y AMD K6-III funcionar a un mayor índice de ciclos de reloj y usar AGP. Los dos estándares son compatibles, pero las opciones extras de Super Socket 7 son sólo accesibles si la placa madre y el microprocesador lo son también.